# ニコラス・テラノヴァ
ニコラス・テラノヴァ（Nicholas Terranova, 1890年 - 1916年9月7日）は、ニューヨークのマフィア、モレロ一家のリーダーの1人。ニコラス・モレロとも表記する。全マンハッタンの賭博利権の支配という野望を持っていたが、カモッラ勢力に阻まれ、殺された。

## 来歴

### 初期
シチリア島コルレオーネ生まれ。地元マフィアのベルナルド・テラノヴァの3人兄弟の三男（長男ヴィンセント、次男チロ）。ジュゼッペ・モレロは異父兄にあたる。1892年一家で渡米し、ニューヨークからルイジアナ、テキサスを転々としたが、1896年頃、ニューヨークに戻り、イースト・ハーレム地区に定住した。
1910年、ジュゼッペ・モレロが監獄送りになると、ニコラスやチロと共にモレロ一家のリーダーの一人となった。1912年ジュゼッペの早期釈放を試みたが失敗に終わった（仲間ジョー・ディマルコと共に、USシークレット・サービス(USSS)のウィリアム・J・フリンの子供の誘拐を謀議するが実行に至らず）。モレロ一家の馬泥棒ネットワークを担当し、盗難馬の闇マーケットを支配した。1912年、ジュゼッペ・モレロの息子カロゲロ・モレロが、1903年のジュゼッペによるベネデット・マドニア殺しに対する復讐でマドニアの甥ロッコ・タパノに殺されると、タパノを殺して報復した。1914年3月、国籍を取得した。

### カモッラとの提携
1910年代ブルックリンカモッラのボス、ペリグリーノ・モラノがハーレムに進出するとギャンブル場の開設を認める代わりに一定の分け前を取った。モラノのコニーアイランド・ギャング、その下部組織ネイビーストリート・ギャングと親交を結んだ。1915年5月、モラノらカモッラと計らってナポリ系ギャングの大物ジョシュ・ガルッチを謀殺し、その賭博利権ほか多くの移民ビジネスを奪った。1916年6月、スティーヴ・ラサールらとブルックリンを訪れ、モラノ、レオポルド・ロウリターノらネイビーストリートギャングのリーダーたちと賭場の縄張り拡大を話し合い、マンハッタンに進出してカモッラの賭場を奪っていたジョー・ディマルコの排除を決めた。ディマルコとは仕事仲間だったが、仲違いして縄張り争いをしていた。1916年6月24日、ニコラス、スティーヴ・ラサールらモレロ一家の首脳陣がディマルコの元仲間ジュゼッペ・ヴェラザーノを連れてきてモラノやネイビーストリートギャングと暗殺の段取りを整えた。同年7月20日、ヴェラザーノの助けを得てネイビーストリートギャング配下によりディマルコを暗殺した。暗殺後ニコラスはチロ、ヴィンセント、スティーヴ・ラサール、ヴェラザーノと共にネイビーストリートを訪れ、ディマルコの暗殺成功をロウリターノらに伝えて祝福し、実行犯に与えるよう50ドルを渡した。

### 暗殺
その後カモッラボスのモラノは、モレロ一家の縄張りを乗っ取る決断をした。1916年9月7日、ニコラスはモラノの会議に呼ばれ、側近カミーロ・ウブリアコと共にネイビーストリートを訪れた。ネイビーストリートギャングの一員ラルフ・ダニエロが自分のサルーンで飲み物を出し、やがてトム・パガノが来て、モラノとロウリターノの待つ喫茶店に連れて行った。マートルアヴェニューを歩いていた時、交差点付近で突然3人のガンマンに発砲され、ニコラスはトム・パガノに、ウブリアコはトーマス・カリッロとジョー・”レフティ”・エスポジトに射殺された。
一家の実権はヴィンセントとチロ・テラヴァが継いで、モレロ一家とカモッラは全面戦争に突入した（マフィア－カモッラ戦争）。1917年11月、ラルフ・ダニエロが、ニコラス暗殺など未解決殺人23件を警察に暴露し、上層部が芋づる式に検挙されたカモッラ組織は分散瓦解した。